# Заливная Усадьба
Заливная Усадьба — деревня в составе Ворошиловского сельсовета в Уренском районе Нижегородской области.

## География
Находится на расстоянии примерно 2 километра на запад-юго-запад по прямой от районного центра города Урень.

## История
Деревня основана в середине XIX века. Название дано по расположению на заливном лугу, альтернативное название по месту детских игр. Население было старообрядцами. В 1856 году 2 двора и 11 жителей. В 1916 году 6 дворов и 26 жителей. В период коллективизации был организован колхоз «Заливная усадьба». В 1978 году было дворов 12, жителей 31, в 1994 11 и 2 соответственно.

## Население
Постоянное население составляло 37 человек (русские 86 %) в 2002 году, 32 в 2010.